# Дейвид Уебър
Дейвид Марк Уебър (на английски: David Mark Weber) е американски писател на научна фантастика, фентъзи и алтернативна история.

## Биография и творчество
Романите му обхващат широк спектър от жанрове. Уебър пише епично фентъзи (Oath of Swords, The War God's Own), космическа опера (Path of the Fury, The Armageddon Inheritance), алтернативна история (серията 1632 съвместно с Ерик Флинт) и военна фантастика (серията Хонър Харингтън).

### СерияХонър Харингтън
1. On Basilisk Station (1993)
Гарнизон Василиск, изд.: ИК „Бард“, София (2011), прев. Любомир Николов – Нарви
2. The Honor of the Queen (1993)
За честта на кралицата, изд.: ИК „Бард“, София (2013), прев. Милена Илиева
3. The Short Victorious War (1994)
4. Field of Dishonor (1994)
5. Flag in Exile (1995)
6. Honor Among Enemies (1996)
7. In Enemy Hands (1997)
8. Echoes of Honor (1998)
9. Ashes of Victory (2000)
10. War of Honor (2002)
11. At All Costs (2005)
12. Mission of Honor (2010)
13. A Rising Thunder (2012)

#### Свързани произведения със серията заХонър Харингтън

##### АнтологияWorlds of Honor
повести имащи връзка с Хонър Харингтън и редактирани от Уебър
- More Than Honor (1998)
- Worlds of Honor (1999)
- Changer of Worlds (2001)
- The Service of the Sword (2003)
- In Fire Forged (2011)
- Beginnings (2013)

##### ПодсерияWages of Sin
- Crown of Slaves съвместно с Ерик Флинт (2003)
- Torch of Freedom съвместно с Ерик Флинт (2009)
- Cauldron of Ghosts (2014)

##### ПодсерияSaganami
- The Shadow of Saganami (2004)
- Storm from the Shadows (2009)
- Shadow of Freedom (2013)

##### Юношески романи
С хронологически по-ранни сюжети, те се фокусират върху Стефани Харингтън и откриването на дървесните котки
- A Beautiful Friendship (2011)
- Fire Season съвместно с Джейн Линдсколд (2012)
- Treecat Wars съвместно с Джейн Линдсколд (2013)

### СерияDahak
- Mutineers' Moon (1991)
- The Armageddon Inheritance (1994)
- Heirs of Empire (1996)

### СерияWar God
- Oath of Swords (1995)
- The War God's Own (1998)
- Wind Rider's Oath (2004)
- Sword Brother – повест (2007)
- War Maid's Choice (2012)

### СерияSafehold
- Off Armageddon Reef (2007)
- By Schism Rent Asunder (2008)
- By Heresies Distressed (2009)
- A Mighty Fortress (2010)
- How Firm a Foundation (2011)
- Midst Toil and Tribulation (2012)
- Like a Mighty Army (2014)

### Други романи
- Path of the Fury (1992)
- The Apocalypse Troll (1999)
- The Excalibur Alternative (2002)
- Bolo! (2005)
- In Fury Born (2006)
- Old Soldiers (2007)
- Out of the Dark (2010)

### Сборници
- Worlds of Weber: Ms. Midshipwoman Harrington and Other Stories (2009)